# ガーネット・スター
ケフェウス座μ星（ケフェウスざミューせい、μ Cephei）、通称「ガーネット・スター（英: Herschel's Garnet Star）」は、太陽系から見てケフェウス座の方向約3,060 光年の距離にある赤色超巨星。星自体の大きさが収縮・膨張することで明るさを変える脈動変光星である。天王星の発見者として知られる天文学者ウィリアム・ハーシェルが1783年に発見を報告した際にその赤い色をガーネットにたとえたことから「ガーネット・スター」の通称で知られる。

## 特徴

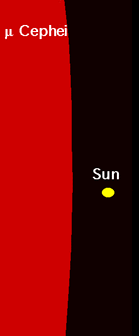
太陽との大きさの比較

SRC型の半規則型変光星 (英: Semiregular variables) に分類されており、SRC型のプロトタイプとされる。SRC型は、光度の振幅が約1等級で、30日から数千日の変光周期を持つ、赤色超巨星の半規則型変光星と定義されている。変光の振幅は3.2等から5.4等、主な変光周期は730日で、さらに長周期の変光があることも示唆されている。双眼鏡で観測できる明るい変光星で、その赤さゆえに新星や超新星以外では見て楽しむことができる数少ない変光星の1つといわれている。

## 「発見」と名称
1782年9月27日、ウィリアム・ハーシェルは濃いガーネット色をした注目すべき天体を発見したというメモを残している。ハーシェルは、翌1783年のロンドン王立天文学会の紀要Philosophical transactionsに著した太陽と太陽系の固有運動に関する論文の中で、自分が発見した9つの天体の1つとして以下のように報告した。
フラムスティードの記録にはない、注目すべき星をケフェウス座の頭付近に見ることができる。ケフェウス座10番星から約2′19″西に、約22°20′3″南にある。この星はくじら座ο星のように、大変美しく濃いガーネットのような色をしており、最も美しい天体のひとつである。すぐ近くにあるケフェウス座α星のような白い星に望遠鏡を向けた後にこの星を見ると、特に美しく見える。

A very considerable star, not marked by Flamstead, will be found near the head of Cepheus. Its right ascension in time, is about 2′19″ preceding Flamstead's 10th Cephei, and it is about 2°20′3″ more south than the same star. It is of a very fine deep garnet colour, such as the periodical star ο ceti was formerly, and a most beautiful object, especially if we look for some time at a white star before we turn our telescope to it, such as a cephei, which is near at hand.—ウィリアム・ハーシェル、Philosophical transactions of the Royal Astronomical Society of London (1783), 257p
実際にはハーシェルによる新発見ではなく、既に1603年にヨハン・バイエルが刊行した星図『ウラノメトリア』にケフェウス座のμ星として記録されており、それ以前から存在が知られていたとされる。
ケレスの発見者として知られるジュゼッペ・ピアッツィは、1803年に編纂・刊行した『パレルモ星表』の中でこの星を「Garnet sidus（ラテン語でガーネット星）」と呼び、1782年に発見された深く赤い星として記載した。1848年には、うさぎ座R星の発見者ジョン・ハインドによって「ケフェウス座のガーネットスターは、明るさが変化しているように見える」とその変光について報告されている。
チェコ人の天文学者アントニーン・ベチュヴァーシュの星図では「エラキス (Erakis) 」という固有名が付されていたが、これはアルラキス (Alrakis) と呼ばれたりゅう座μ星との混同であろうと考えられている。